# Resolución 272 del Consejo de Seguridad de las Naciones Unidas
La resolución 272 del Consejo de Seguridad de las Naciones Unidas, adoptada sin votación el 23 de octubre de 1969, referente a la iniciativa de la Asamblea General de incluir una enmienda del Estatuto de la Corte Internacional de Justicia en su vigésimo cuarta sesión, recordó que el Consejo tiene la autoridad de hacer recomendaciones a la Asamblea en cuanto a la participación de partes del Estatuto pero no miembros de las Naciones Unidas y decidió hacerlo.
El Consejo recomendó que aquellas naciones se les permitiera participar en cuanto a las enmienda como si fuesen miembros y que las reformas entrarían en vigor cuando fuesen aprobadas por votación por dos tercios de todos los Estados partes del Estatuto y ratificadas por dichos Estados.